# German Amok
German Amok ist ein Roman des Dichters Feridun Zaimoglu, der 2002 vor allem aufgrund sprachlicher Provokationen Aufsehen in den deutschen Feuilletons erregte.

## Inhalt
Aus Sicht eines Ich-Erzählers, eines mittel- und erfolglosen Malers, wird die Berliner Kunstszene beschrieben und der Versuch des Künstlers, sich die Eigenschaften dieser „Rezessionskreaturen“, sich die Möglichkeiten dieser „Kunstparasiten“ anzueignen (Zaimoglu). Der promiske Protagonist ist dabei voller Verachtung und formuliert in seinen immer wiederkehrenden Wutausbrüchen immer drastischere Worte gegen die alternativen Deutschen, Migranten und Ausländer, Homosexuellen beiderlei Geschlechts, Tiere und Ostdeutschen, die ihm begegnen. Als ein Bekannter ihn als Bühnenbildner nach Treptin vermittelt, setzt er dort seinen wahllosen Beischlaf (allein zu dem als geistig verwirrt beschriebenen Mädchen Clarissa hat sich so etwas wie eine echte Liebesbeziehung entwickelt) fort, genauso wie seine Schimpfkanonaden. Dass das „Ostpack“, mit dem er hier zusammenarbeitet, den Dreiteiler „Harmonie – Erholung – Totalgas“ aufführen will, führt den Protagonisten, indem er ihn zuletzt auf das Thema „Holocaust“ führt, zum politisch höchst inkorrekten Höhepunkt seines verbalen Amoklaufs.

## Rezensionen
Steffen Richter von der Neuen Zürcher Zeitung war der Meinung „Eigentlich müssten sich auf der Stelle ein Dutzend Bürgerinitiativen zur Verhinderung dieses Buches bilden.“ Er selbst erachte das Werk aber als wert, aus „der Konkursmasse des Pops gerettet“ zu werden: „in den Diskurs des ungehemmten Unfugs (seien) systematisch Momente eingewoben“, die den Text als „Unfug mit Kunstanspruch“ entlarvten. So gäbe „etwa Zaimoglus schillernde Sprache mit ihren gepflegten Konjunktiven und dem elaborierten Vokabular (da wird einem «Harm angetan») die vordergründigen Vulgärattacken als hochgradig konstruiert zu erkennen. Und natürlich mischt Zaimoglu sein Deutsch in origineller Weise mit wörtlich übersetzten Redewendungen aus dem Türkischen ab – ohne je in die Exotikfalle zu tappen.“ Für Die Zeit war das Werk „drastischer als alles, was Feridun Zaimoglu bisher geschrieben“ habe. Auch die Süddeutsche Zeitung konnte sich mit dem Buch nicht anfreunden. Ihr Rezensent Christoph Bartmann sah die in Aussicht gestellte Bloßstellung des Kunstbetriebes zwar als verlockend an, meinte aber beim Autor ungenügende Fachkenntnis für einen wirklich großen Wurf zu diesem Thema auszumachen. Oliver Fink von der Frankfurter Rundschau sah letztlich neben hervorragenden Passagen, die zum Teil an Michel Houellebecq erinnerten, das Werk vor allem im Gegensatz zum Vorgängerroman Liebesmale, scharlachrot ein wenig abfallen.

## Einordnung
Gemeinsam ist fast allen Rezensionen ein mehr oder minder Erschrecken über die Sprache, mit der der Ich-Erzähler hier den Kunstbetrieb attackiert: diese wird von platt und maulaufreißerisch bis als die letztmögliche Geschmacklosigkeit beschrieben. Schon der erste Satz des Romans „Die Kunstfotze ist nicht zu übersehen: ein ennuyantes Warzenmädchen, mittelgross und mittelmässig“ war Gegenstand mancher diesbezüglichen Diskussion. Jens Jessen von der ZEIT warnte sogar „wer sich vor pornografischen, politischen und anderweitigen Kunstpöbeleien fürchtet“ davor, das Buch anzufassen. Zum Teil empörte Reaktionen gab es denn auch beim Lesepublikum: Rolf-Bernhard Essig schilderte in seiner Laudatio auf Zaimuglu für den Amerypreis 2007, wie er einmal erlebte, wie der Zaimoglu „nach einer beeindruckenden Lesevorstellung mit „German Amok“ voller Hasswörter und Obszönität, voller Drive und Musikalität auf die Fragen eines empörten älteren Herrn mit der ihm eigenen altmodischen Höflichkeit und leisen, beinahe ehrerbietigen Zurückhaltung reagierte, was den Frager vollkommen aus der Fassung brachte. Dass sich der schimpfende Türke als höflicher Deutscher entpuppte, war nicht vorgesehen. – Der ältere Herr, ein Lehrer, erwarb das Buch und ließ es sich signieren. Ein Sieg, der an den mythischen Feridun alter Legenden erinnert.“
Bisweilen wird der Roman als Zaimoglus zweiter nach Liebesmale, scharlachrot gezählt, bisweilen aber auch als dritter Roman des Autors. Das liegt daran, dass auch die Texte Abschaum als Roman deklariert waren, ohne der Form nach wirklich einer zu sein.